# Александров Гай
Алекса́ндров Гай — село, административный центр и крупнейший населённый пункт Александрово-Гайского района Саратовской области.
Население — 8772 (2021).
Село расположено на берегах реки Большой Узень, в 46 км юго-восточнее города Новоузенск.

## История
Село Александров Гай ведёт свою историю с конца XVII века, когда близ пойменных зарослей осины и тополя на реке Большой Узень выросло село. Первыми здесь селились вольные люди, бежавшие от крепостных пут крестьяне. Село названо по имени одного из первых поселенцев. Лес часто называют гаем (южн. тамб.: дуброва, роща) и отсюда, видимо, возникло добавление к названию села.
С 1762 года, когда старообрядцам было разрешено селиться в Заволжье, Александров Гай стал одним из крупных раскольнических центров.
Большинство крестьян прибыло из малоземельных сел Саратовской и Тамбовской губерний. В 1807 году впервые провели межевание земель, с начала 1830-х годов развивается хуторское хозяйство.
Основным занятием жителей села к 60-м годам XIX века становится хлебопашество. Возделывали пшеницу, в основном — твёрдую, она пользовалась большим спросом на рынке. В торговой жизни села особо важную роль играли ярмарки. На ярмарку из окрестных сёл и хуторов, из Самары, Саратова, Средней Азии привозили: зерно, скот, мануфактуру, арбузы, дыни, рыбу, кожевенные, железо-скобяные, гончарные и др. изделия, из Эльтона завозили соль.
1895 год отмечен важным событием в жизни села: построена железная дорога, которая связала его с Покровской слободой (г. Энгельс).
В начале XX века в селе имелись: церковь, 6 школ, 2 кирпичных завода, 30 ветряных и 1 паровая мельница, скотобойня, 2 мыловарных завода, приемный покой, Агентство русского торгового банка. 1927 год — начал работать элеватор, 1929 год — образован колхоз «Большевик», затем из него выделились 4 колхоза. Эти годы характерны строительством жилья, объектов соцкультбыта.
Алгемба — проект по сооружению железной дороги и нефтепровода от Александрова Гая до нефтяных месторождений в районе реки Эмбы.
В январе 1935 года из состава Новоузенского района был выделен Александрово-Гайский район.
В эти годы в домах колхозников появляется радио, зажигаются первые электрические лампочки, начинает демонстрироваться звуковое кино. 1936 год — в районе действуют 12 хозяйств.
Великая Отечественная война постучалась в каждый дом. 3480 земляков пошли защищать Родину, из них 1595 не вернулись. В память их в 1980 году в посёлке открыт Мемориальный комплекс 35-летия Победы.
В 1967 году Александров Гай получил статус посёлка городского типа.
В послевоенные годы началось укрупнение мелких хозяйств, освоение целинных и залежных земель. 1972 год — пришла волжская вода, появилась возможность развития орошения.
С 1960 по 1973 год Александров Гай вновь входил в состав Новоузенского района. В эти годы идет реорганизация колхозов, проводится большая работа по озеленению села, высадке лесополос.
10 апреля 1973 года Указом Президиума Верховного Совета РСФСР район вновь становится самостоятельным образованием.
Ведущей отраслью в районе было и есть овцеводство. Показатели в 80-е годы по овцеводству были лучшими в области. В животноводстве внедряется механический труд. Регулярное орошение имеет 7419 га. Параллельно с развитием сельского хозяйства темпы набирает строительство.
70-80 годы были самыми созидательными. Ежегодно вводятся сотни гектаров орошения, лиманы, десятки квартир в совхозах. В ноябре 1981 года была открыта дорога с твёрдым покрытием на г. Саратов. Были построены жилые посёлки мелиораторов и МПМК, улицы Солнечная и Полевая, возводились пятиэтажные, двухэтажные, двухквартирные дома. Во всех сёлах построены школы, детские сады, клубы и ДК. Открыт новый больничный комплекс, грязелечебница, комбинат бытового обслуживания, РТС и много других объектов.
С 1988 года любимым местом отдыха жителей стал районный парк культуры и отдыха.
В начале 90-х годов одним из первых в области район завершил газификацию. Самое большое промышленное предприятие посёлка — компрессорная станция газопровода «Средняя Азия — Центр», крупнейшего в Европе.
В 90-е годы район переживает все тяготы переходного периода. Процесс разгосударствления коснулся практически всех предприятий и в большей части шёл не гладко и безболезненно, особенно в сельском хозяйстве.
Во второй половине 90-х годов всплеск строительства: жилой пятиэтажный дом, ПУ-31, пристройка к средней школе № 2, три начальных школы.
С декабря 1996 года район получил официальный статус пустынной и безводной местности.
В районе в настоящее время реализуются национальные проекты. Улучшается материально-техническая база здравоохранения, образования. На селе наметилась тенденция к возрождению сельского хозяйства, действуют 10 кооперативных хозяйств, 87 — фермерских.
7 мая 2011 года возведён памятник воинам-интернационалистам (бронетранспортёр).

## Климат
Александров Гай — один из самых жарких населённых пунктов России, если считать по средней температуре летних месяцев, и один из немногих в России, где средний максимум июля превышает 30 °C. Самые холодные месяцы — январь и февраль, самый тёплый — июль. Зима умеренно прохладная.
- Среднегодовая температура — +7,8 C°
- Среднегодовая скорость ветра — 3,2 м/с
- Среднегодовая влажность воздуха — 70 %

| Показатель                    | Янв.  | Фев.  | Март  | Апр.  | Май  | Июнь | Июль | Авг. | Сен. | Окт.  | Нояб. | Дек.  | Год   |
| ----------------------------- | ----- | ----- | ----- | ----- | ---- | ---- | ---- | ---- | ---- | ----- | ----- | ----- | ----- |
| Абсолютный максимум, °C       | 9,1   | 11,2  | 21,7  | 32,8  | 38,4 | 43,7 | 43,5 | 43,8 | 38,4 | 31,3  | 20,1  | 10,0  | 43,8  |
| Средний суточный максимум, °C | −5,3  | −4,4  | 3,2   | 15,8  | 24,2 | 29,6 | 31,8 | 30,5 | 23,0 | 13,6  | 3,2   | −3,4  | 13,5  |
| Средняя температура, °C       | −8,8  | −8,7  | −1,5  | 9,3   | 17,0 | 22,4 | 24,6 | 22,9 | 15,7 | 7,7   | −0,7  | −6,8  | 7,8   |
| Средний суточный минимум, °C  | −12,1 | −12,3 | −5,4  | 3,6   | 10,3 | 15,3 | 17,5 | 15,7 | 9,1  | 2,9   | −3,8  | −10   | 2,6   |
| Абсолютный минимум, °C        | −39,9 | −39,4 | −33,5 | −17,6 | −4,4 | −0,9 | 5,3  | 3,6  | −5,2 | −15,2 | −32,4 | −33,1 | −39,9 |
| Норма осадков, мм             | 29    | 22    | 25    | 26    | 27   | 29   | 24   | 20   | 25   | 33    | 21    | 30    | 311   |
| Источник: Погода и климат     |       |       |       |       |      |      |      |      |      |       |       |       |       |

## Население
Динамика численности населения
| 1859 | 1889 | 1897 | 1910  |
| ---- | ---- | ---- | ----- |
| 4538 | 7702 | 8449 | 11583 |

| 1939 | 1959  | 1970  | 1979  | 1989  | 2002  | 2010  | 2018  | 2021  |
| ---- | ----- | ----- | ----- | ----- | ----- | ----- | ----- | ----- |
| 5454 | ↘4763 | ↗8088 | ↗8779 | ↗9611 | ↗9993 | ↘9728 | ↘9361 | ↘8772 |

Национальный состав
Село Александров Гай, как и окружающий административный район, являются местом компактного расселения казахов. В селе, по данным переписи населения 2010 года, проживало 4846 русских и 4228 казахов; кроме того проживало 311 татар, 53 украинца, 40 чеченцев, 29 корейцев, 23 белоруса, 17 армян, 15 азербайджанцев, 10 немцев и 10 узбеков (указаны национальности численностью 10 человек и более). По численности казахов Александров Гай является крупнейшим сельским населённым пунктом области. Среди всех населённых пунктов Саратовской области бо́льшую численность казахов имеет только город Саратов (7 тыс.).
Согласно результатам переписи 2002 года большинство населения составляли русские (53 %) и казахи (39 %).

## Известные уроженцы и жители
- Глухов, Фёдор Дмитриевич (1906—1943) — Герой Советского Союза
- Григорий Петрович Коблов (28 сентября 1898 — 11 октября 1988) — советский полководец-кавалерист, гвардии генерал-майор.
- Александр Тимофеевич Дронов - Герой Социалистического Труда, бригадир комплексной бригады строительно-монтажного управления № 31 строительно-монтажного треста № 7 Министерства строительства СССР.

## Инфраструктура

### Учреждения и предприятия
В Александровом Гае есть три общеобразовательные школы, ГБПОУ СО «Александрово-Гайский политехнический лицей» и филиал Саратовского профессионального педагогического колледжа им. Ю. А. Гагарина, Детские сады: «Колосок», «Теремок», в 2022 году открыт новый детский сад «Карусель», амбулатория, Центральная библиотека и модельная Детская библиотека, филиал — 8 сентября 2022 года Детская библиотека была модернизирована по национальному проекту «Культура», Детская школа искусств, 2 ФОКа, отделение Сбербанка, компрессорная станция Александрово-Гайский филиал ПАО «ГазпромТрансгазСаратов».
Военный комиссариат, так же, как и отделение РЭГ ГИБДД перенесены в Новоузенск.

## Средства массовой информации

### Радио
см. статью Радиостанции Саратовской области

### Газеты
В районе выходит газета «Заволжские степи», являющаяся официальным органом администрации муниципального образования. Газета имеет свой сайт в сети Интернет.

## Транспорт
Александров Гай (станция) — железнодорожная станция Приволжской железной дороги — конечная на ветви от Красного Кута. С мая 2017 года было восстановлено движение пригородного поезда от станции Саратов-1 и обратно (два раза в неделю). Есть пригородное автобусное сообщение с Саратовом.

## Известные уроженцы
Шурыгин Анатолий Алексеевич (род. 1931) — советский артист театра, оперный певец. Ведущий солист-вокалист Марийского музыкального театра (ныне — Марийский государственный академический театр оперы и балета имени Э. Сапаева) (1972—1989). Заслуженный артист РСФСР (1985). Народный артист Марийской АССР (1979).